# Bitwa pod Orszą (1514)
Bitwa pod Orszą – bitwa stoczona 8 września 1514 pod Orszą, w czasie wojny litewsko-moskiewskiej w latach 1512–1522 pomiędzy wojskami polsko-litewskimi (ok. 30 tys. wojska) pod dowództwem hetmana wielkiego litewskiego ks. Konstantego Ostrogskiego a wojskami moskiewskimi (według różnych źródeł liczącymi od 35 do 80 tys. wojska) pod dowództwem Iwana Czeladnina.

## Geneza
W październiku 1508 roku zawarty został pokój wieczysty z Wielkim Księstwem Moskiewskim, kończący wojnę litewsko-moskiewską w latach 1507–1508, który potwierdził zdobycze terytorialne Moskwy z lat 1494–1503. Król Zygmunt I Stary podpisał sojusz zaczepno-odporny z chanem krymskim Mengli I Girejem i w 1512 Tatarzy krymscy za wiedzą polskiego króla przeprowadzili szereg wypraw na Moskwę, a czambuły dotarły aż pod Riazań. Dodatkowo oskarżenia wysuwane przeciwko Polakom i Litwinom o prześladowania wdowy po Aleksandrze Jagiellończyku, Heleny Moskiewskiej, były wystarczającym powodem do wznowienia działań wojennych.
Pomimo blokady w Inflantach dostaw strategicznych surowców i materiałów dla Moskwy Wasylowi III udało się przełamać izolację gospodarczą. Dzięki dyplomacji udało mu się zjednać sobie Hanzę i króla duńskiego Chrystiana II i zneutralizować zakon inflancki, co pozwoliło Moskwinom(Moskalom)  na rozbudowę artylerii i piechoty.
W listopadzie 1512 roku ruszyły na ziemie Wielkiego Księstwa Litewskiego zagony moskiewskie z zadaniem dezorganizacji zaplecza wroga i już wkrótce przystąpiono do oblężenia twierdzy smoleńskiej. Pierwsze oblężenie trwało 6 tygodni i nie zakończyło się zdobyciem miasta, do czego przyczyniła się także kapryśna pogoda. Kolejne oblężenie Smoleńska przez wojska moskiewskie miało miejsce w lecie 1513 i we wrześniu tego roku także nie zakończyło się sukcesem. Wypady wojsk moskiewskich w głąb terytorium wroga napotykały na opór Litwinów.
Wczesną wiosną 1514 roku Wasyl III ponownie przystąpił do oblegania Smoleńska. Tym razem oblężeniem kierowali kniaziowie Michał Gliński i Szczenia, natomiast w głąb kraju ruszyli namiestnicy nowogrodzcy Wasyl Szujski i Wasyl Morozow. Ogółem wojska moskiewskie liczyły około 80 tys. ludzi i 140–300 armat. W czerwcu Wasyl III przybył pod Smoleńsk i nakazał ostrzał artyleryjski miasta. Zniszczenia i presja bojarów zmusiły litewskiego namiestnika Jurija Sołłohuba do podjęcia rokowań. W rezultacie 30 lipca 1514 obrońcy poddali miasto, a następnego dnia wjechał do niego sam Wasyl III.
W sierpniu doszło do zawarcia sojuszu przeciw Zygmuntowi Staremu pomiędzy Wasylem III a cesarzem Maksymilianem I Habsburgiem i wielkim mistrzem zakonu krzyżackiego Albrechtem Hohenzollernem. Sojusznicy zobowiązali się do wzajemnej pomocy i podziału łupów. Moskwa rościła sobie pretensje do znacznego obszaru Wielkiego Księstwa Litewskiego obejmującego dzisiejszą Ukrainę z Kijowem i Białorusią, cesarstwo niemieckie zaś do ziem zakonu. Owocem sojuszu miało być w 1515 wspólne uderzenie niemiecko-moskiewskie na ziemie polsko-litewskie.
Kniaź Gliński, który prowadził rokowania w Smoleńsku, a któremu Wasyl III obiecał namiestnikostwo smoleńskie, został wysłany naprzeciw zbliżającej się odsieczy litewsko-polskiej na Orszę. Niezadowolony ze złamanej obietnicy zbuntowany kniaź postanowił nawiązać kontakt z królem polskim i zapewnić sobie spokojny powrót na rodzinną Litwę, jednak został schwytany pod Borysowem i odesłany w kajdanach do Moskwy.
Tymczasem udało się zebrać wyprawę polsko-litewską, której celem miało być odzyskanie utraconych ziem i twierdz na Smoleńszczyźnie, zagarniętych przez Moskwę. Siły pod dowództwem hetmana wielkiego litewskiego ks. Konstantego Ostrogskiego liczyły ogółem 16 tys. lekkiej jazdy litewskiej, 14 tys. jazdy polskiej (lekkiej i ciężkiej), 3 tys. najemnej piechoty (głównie ze Śląska), 2,5 tys. ochotników (głównie z Czech), a także artylerię wystawioną sumptem królewskim oraz rotę inżynieryjno-saperską. W trakcie marszu siły te uległy częściowemu rozproszeniu – ok. 4–5 tys. wojska pozostawiono dla osłony twierdzy Borysów. Doszło także do kilku drobnych potyczek, głównie przy przeprawach przez Berezynę, Bóbr i Druć.

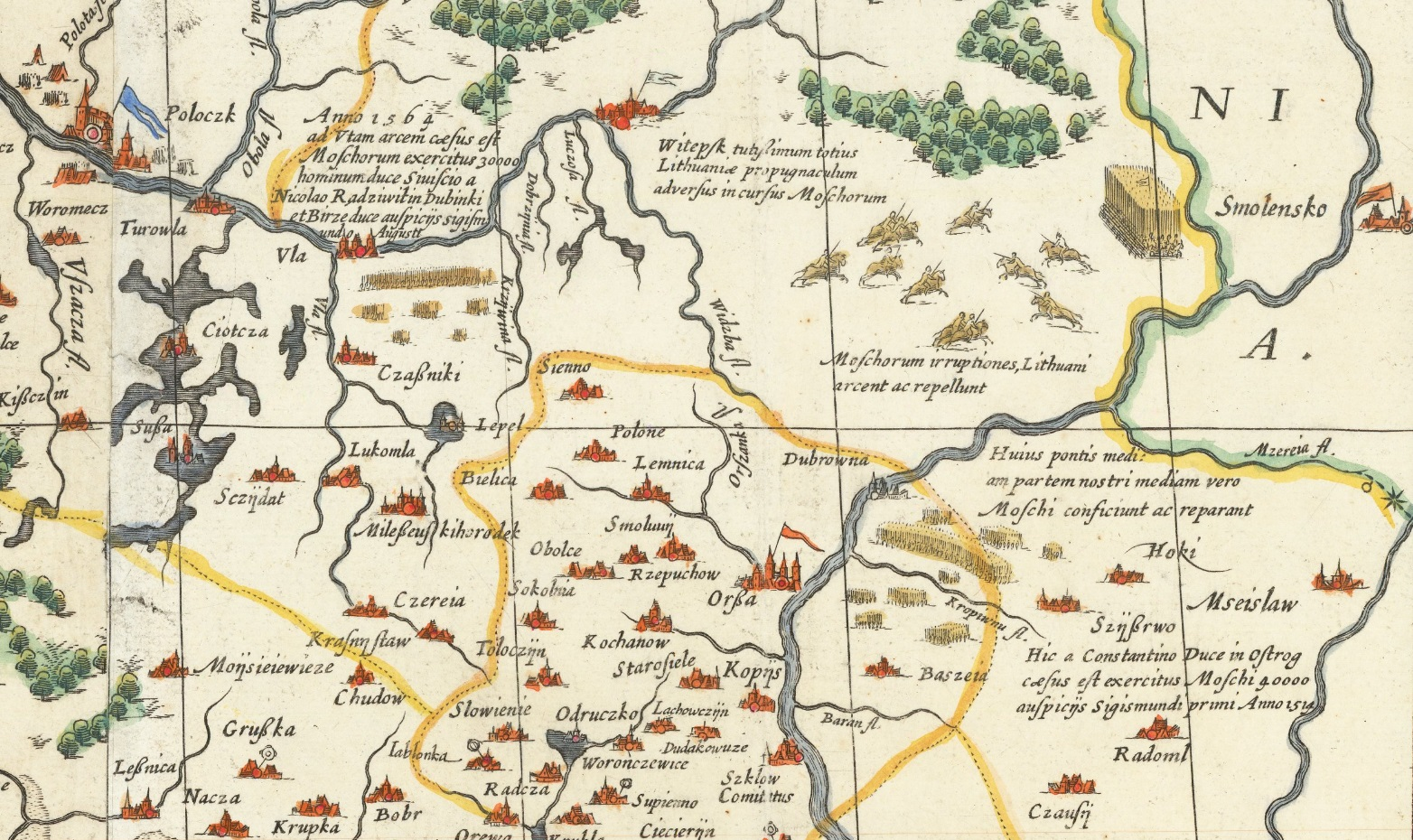
Fragment mapy radziwiłłowskiej (1613) ze wzmianką o bitwie pod Orszą

## Bitwa

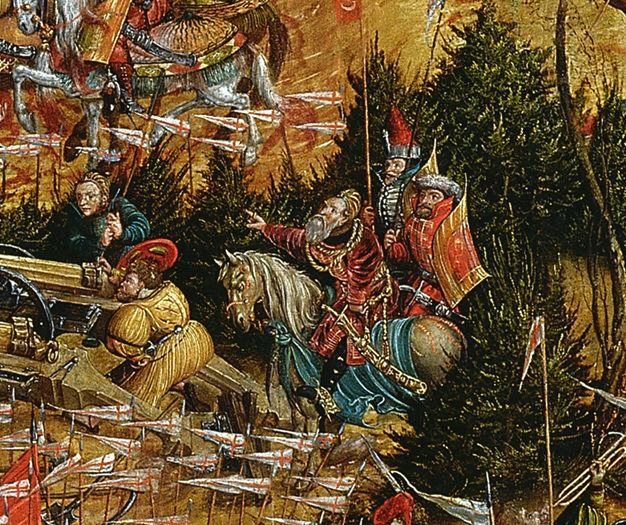
Konstanty Ostrogski

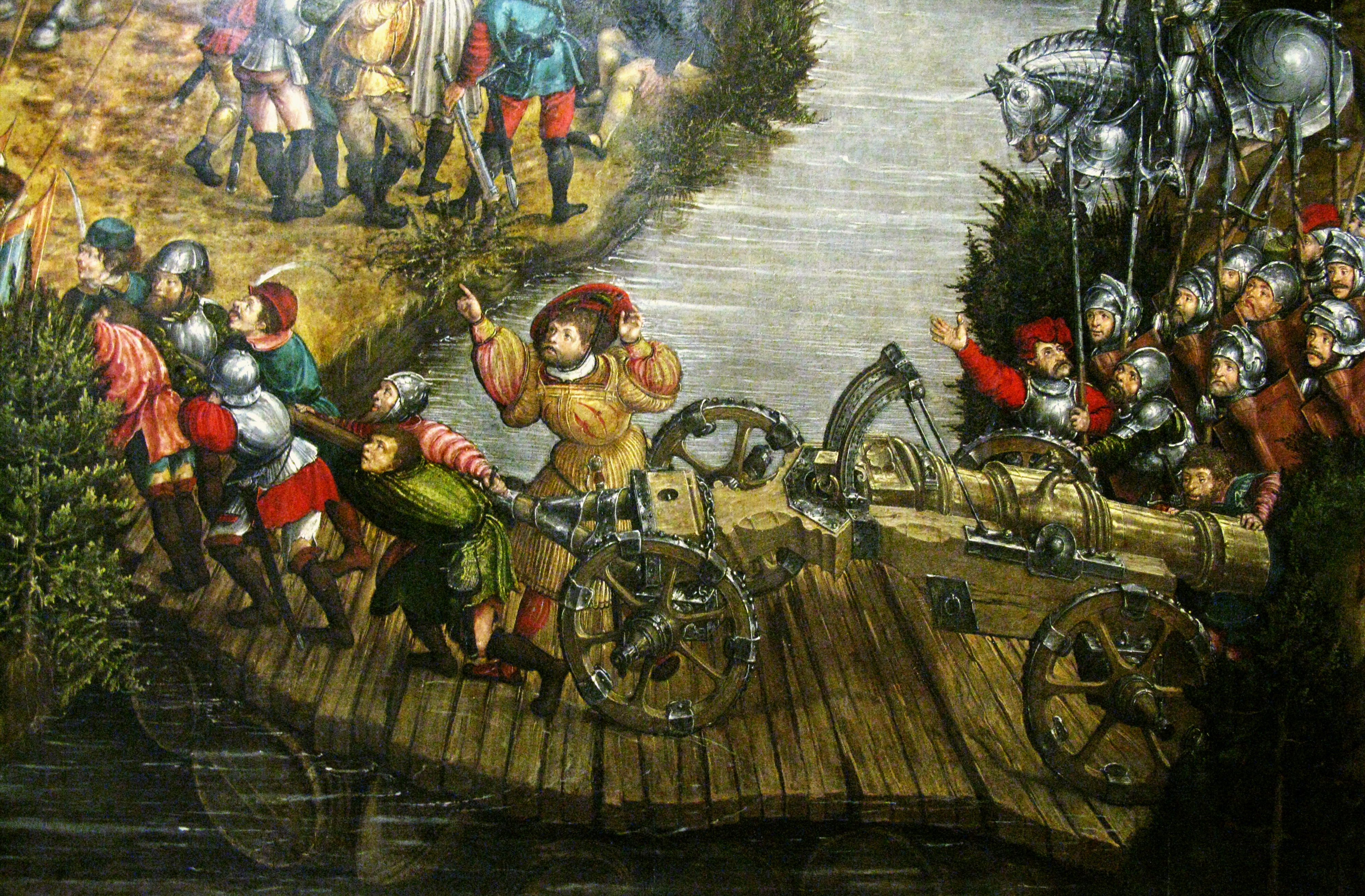
Przeprawa polskiej artylerii po improwizowanym moście pontonowym, widoczne pod deskami łodzie i beczki

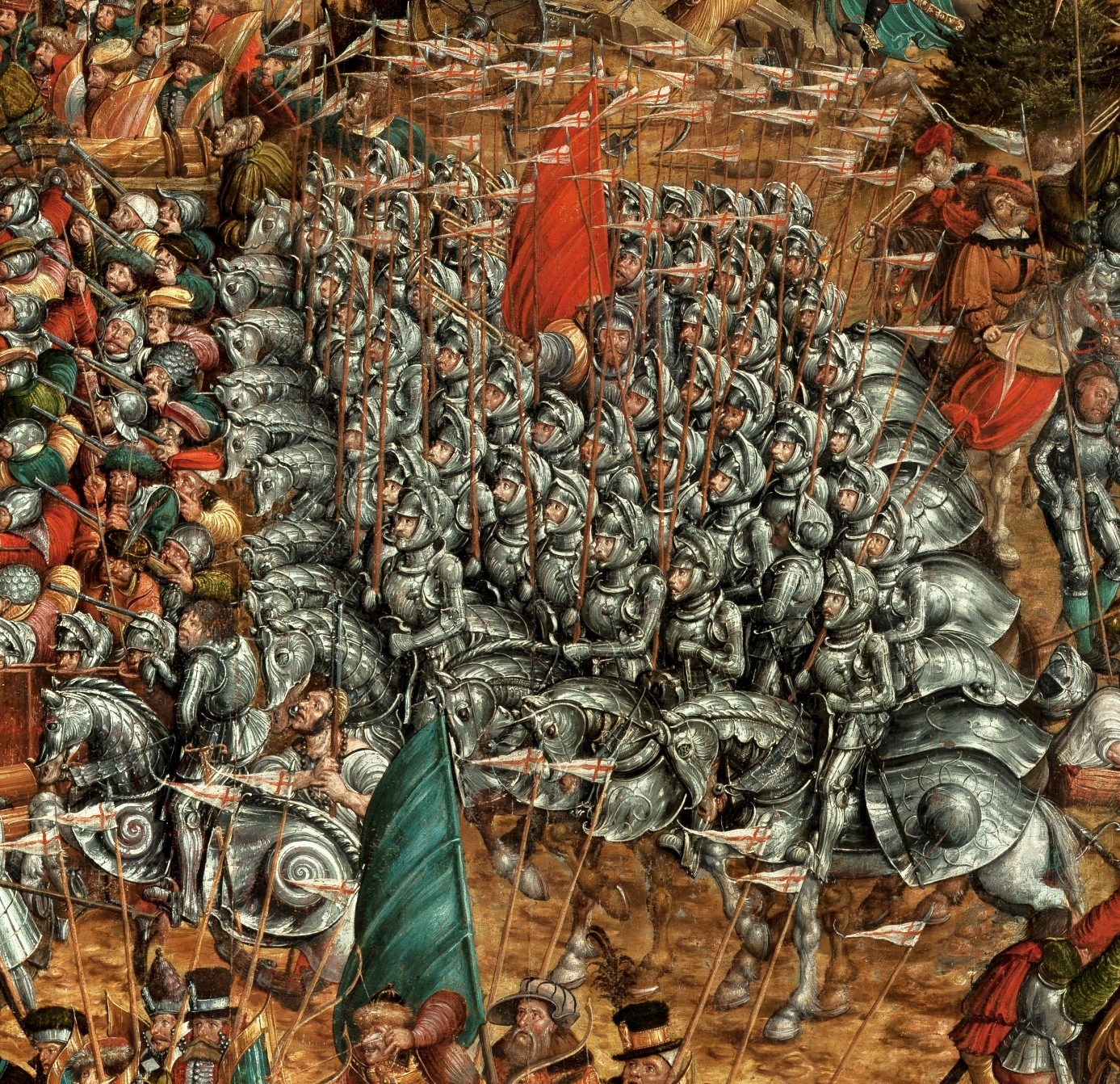
Oddział ciężkiej jazdy

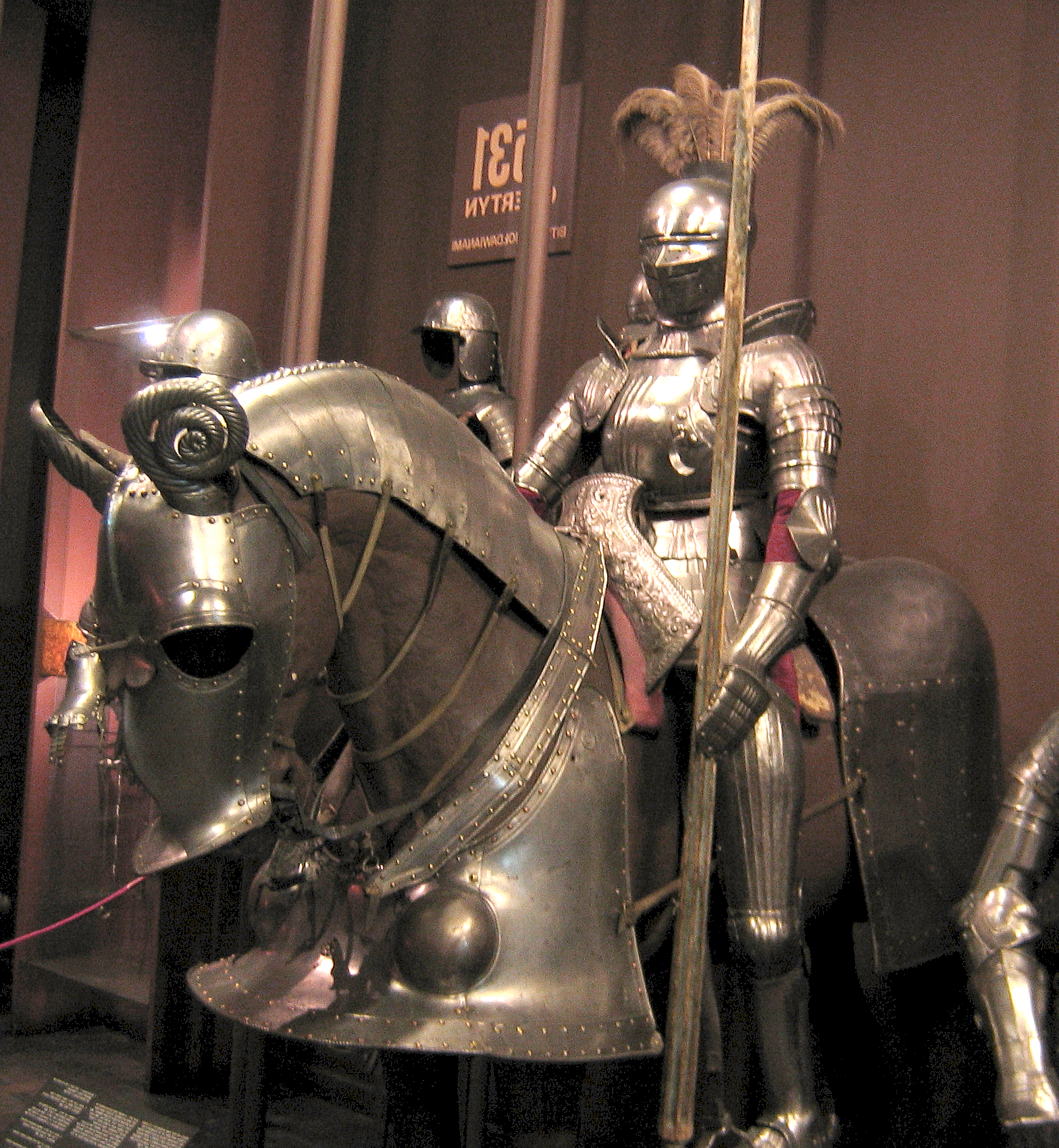
Zbroja polskiego kopijnika

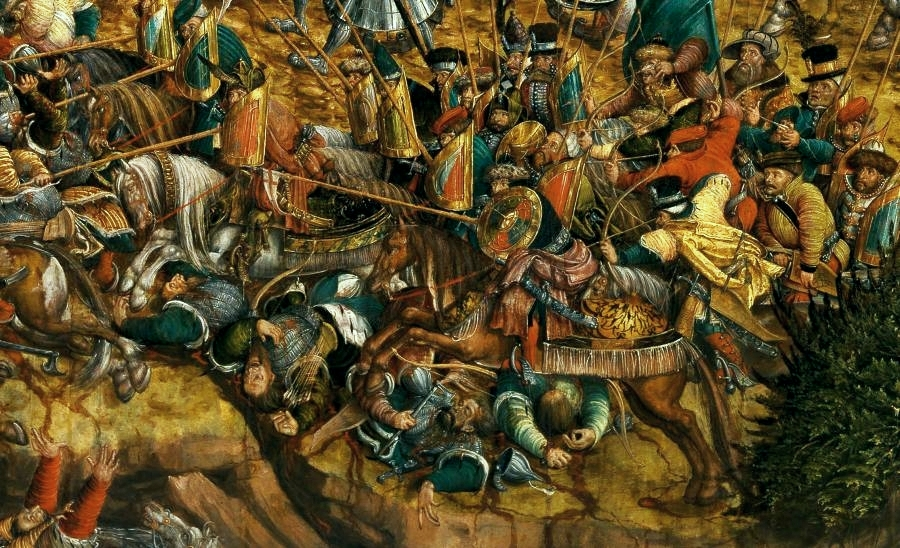
Szarża husarii

Po opanowaniu Smoleńska wojska moskiewskie ruszyły na zachód, by zamknąć pod Orszą przeprawę siłom litewsko-polskim (30 tys. żołnierzy, w tym 3 tys. zaciężnej piechoty polskiej i artyleria), jakie Zygmunt Stary zebrał na odsiecz Smoleńska. W tym czasie Litwini i Polacy znajdowali się w rejonie Mińska. Następnie król wraz z 4 tys. żołnierzy pozostał pod Borysowem, a Ostrogski z resztą sił ruszył na Orszę. Pod koniec sierpnia w rejon Orszy dotarły siły moskiewskie liczące ok. 35–40 tys. ludzi pod wodzą koniuszego Iwana Czeladnina. Zadaniem tych wojsk była obserwacja ruchów wojsk litewsko-polskich, co jednak zostało zlekceważone na skutek wewnętrznych sporów wśród moskiewskich dowódców, m.in. między Czeladninem a kniaziem Michaiłem Bułhakowem-Golicą. Część sił moskiewskich rozproszona była jako garnizony w Smoleńsku i innych miastach jak Mścisław czy Krzyczew. Doświadczywszy jak dotąd niewielkich strat Moskwicini rozbili obóz pomiędzy Orszą a Dubrownem i liczyli na to, że wojska litewsko-polskie będą zmuszone przeprawić się przez 2 mosty na Dnieprze, pozostające pod ich kontrolą.
W nocy z 7 na 8 września 1514 roku w odległości ok. 5 km na wschód od Orszy, kilka kilometrów w górę rzeki od strzeżonych mostów, na jego południowy brzeg przeprawiły się wojska litewsko-polskie pod wodzą hetmana wielkiego litewskiego ks. Konstantego Ostrogskiego na czele ok. 25 tys. wojska, którego trzecią część i zarazem trzon stanowił kontyngent polski. Wojska sojusznicze składały się z 15 tys. jazdy litewskiej pod wodzą wojewody kijowskiego Jerzego Herkulesa Radziwiłła, 5 tys. zaciężnej jazdy polskiej pod wodzą starosty trembowelskiego Janusza Świerczowskiego, 3 tys. żołnierzy nadwornych, 3 tys. zaciężnej piechoty polskiej oraz dużej liczby dział. Jazda przeprawiła się przez znany Ostrogskiemu z poprzedniej bitwy bród znajdujący się naprzeciw wsi Paszyno. Przeprawa piechoty i artylerii odbyła się po dwóch mostach pontonowych, wykonanych z łodzi, opróżnionych beczek po winie, piwie i wodzie oraz drewnianych bali przez rotę inżynieryjno-saperską dowodzoną przez mieszczanina żywieckiego Jana Basztę. Jako pierwsza przeprawiła się lekka jazda, za nią jazda ciężka, później piechota i artyleria pod dowództwem Hansa Wejsa i Jana Behema z Norymbergi. W ten sposób oddziały sojusznicze znalazły się około godziny 9 rano na rozległej równinie przeciętej wąwozem z rzeką za plecami, natomiast Moskwicini za plecami mieli pasmo łagodnie wznoszących się wzgórz. O ile do tej pory wojska moskiewskie unikały decydującej bitwy, to zarówno mniejsza liczebność sił litewsko-polskich, jak i ich usytuowanie w zakolu rzeki stanowiły zachętę dla wroga.
Siły moskiewskie liczące pięć wielkich pułków (wyłącznie jazda) rozstawione zostały w sposób tradycyjny – w środku pułk wielki pod dowództwem Czeladnina, a przed nim szeroko rozciągnięty pułk przedni Iwana Temki Rostowskiego, po prawej pułk prawej ręki wojewody Michaiła Bułhakowa-Golicy, po lewej pułk lewej ręki kniazia Andrieja Oboleńskiego, w odwodzie pozostał pułk straży tylnej wojewody Grigorija Fiodorowicza Dawydowa.
Siły litewsko-polskie uszykowane zostały starym obyczajem polskim w taki sposób, żeby rozstrzygnięcie nastąpiło w centrum – tu miało nastąpić związanie walką sił wroga i rozbicie go przez atak ciężkiej jazdy ze skrzydła. Lewą stronę szyku zajęły wojska polskie – na środku szyku w pierwszym rzucie piechota z częścią artylerii, a następnie huf czelny dowodzony przez Wojciecha Sampolińskiego liczący 10 chorągwi zaciężnych i ochotniczych z Polski (także lekkozbrojna chorągiew nadworna Sampolińskiego). Lewe skrzydło zajęło 10 chorągwi polskich kopijników pod dowództwem Świerczowskiego tworzących huf walny sił polskich, prawe natomiast trzon sił litewskich, oba osłaniane przez lekką jazdę litewską. Litewski huf czelny dowodzony przez Ostrogskiego, jak i huf walny dowodzony przez Radziwiłła składał się ze służby ziemskiej. Na skrzydłach stanęły hufce posiłkowe złożone z lekkich chorągwi jazdy litewskiej. Dodatkowo Ostrogski postawił wykorzystać walory terenu i wąwóz obsadził kilkoma rotami piechoty wspartej artylerią, na wypadek, gdyby udało się wciągnąć tu siły wroga.
Już około godziny 9 rano siły Ostrogskiego znalazły się na wyznaczonych pozycjach, jednakże hetman ociągał się z rozkazem ataku. Także Czeladnin nie spieszył się z rozpoczęciem bitwy i korzystając z osłony w postaci porośniętych wzgórz przemieszczał swoje siły wąwozami w kierunku Dniepru, by otoczyć Litwinów i Polaków, a następnie zepchnąć ich do rzeki.
Około południa z prawego skrzydła moskiewskiego ruszył do ataku pułk Bułhakowa-Golicy z zadaniem oskrzydlenia wojsk koronnych. Nie czekając na hetmańską decyzję naprzeciw wyszedł mu Sampoliński, jednak napór wroga zmusił go do wycofania się pod osłonę własnej piechoty i artylerii, które ogniem rusznic i armat powstrzymały impet atakujących. Dzięki wsparciu piechoty i artylerii Sampoliński ponownie ruszył do ataku na czele jazdy ciężkozbrojnej koronnej i rozproszył część oddziałów nieprzyjaciela, odrzucił jego główne siły, a następnie przyparł część wojsk moskiewskich do Dniepru. Bułhakowowi-Golicy nie pospieszyły na pomoc żadne posiłki moskiewskie, według kronikarza Siegmunda von Herbersteina powodem były osobiste porachunki między nim a głównodowodzącym Czeladninem.
W tym czasie na prawe skrzydło litewsko-polskie natarł pułk lewej ręki kniazia Andrieja Oboleńskiego, naprzeciw któremu Ostrogski wysłał jazdę litewską, której udało się powstrzymać wroga i powoli go spychać. Czeladnin postanowił wzmocnić to natarcie częścią sił swojego pułku i siłami wojewody Temki Rostowskiego. Wobec przewagi wroga Ostrogski zarządził pozorowany odwrót w stronę wąwozu, aby wciągnąć Moskwicinów w zasadzkę. Ten podstęp udał się i jazda moskiewska ruszyła za Litwinami w pogoń wzdłuż wąwozu paszyńskiego prowadzącego do Dniepru. Wkrótce na zaskoczonych nieprzyjaciół, zbitych ciasno w wąwozie, padła lawina ognia z rusznic i falkonetów – od kuli armatniej zginął Iwan Temko Rostowski, zginął też kniaż Andriej Oboleński.
Zagłada pułku Oboleńskiego i posiłkujących go oddziałów rozpoczęła zagładę armii moskiewskiej – Ostrogski ruszył do walki swoje oddziały, pod impetem natarcia najpierw rozstąpiły się siły Czeladnina w centrum, a jemu samemu ledwo udało się dotrzeć do straży tylnej w odwodzie. Wkrótce i tu dotarła ciężka jazda pod dowództwem Świerczowskiego i lekkozbrojni Radziwiłła rozbijając siły moskiewskie. Litwini i Polacy ścigali uciekające wojska moskiewskie do rzeki Kropiwna, oddalonej 4 km od pola bitwy. Około godziny 18. bitwa była już zakończona, do północy trwała pogoń za niedobitkami. W ręce zwycięzców wpadł obóz wroga z licznymi dobrami i wielu jeńców.

## Po bitwie

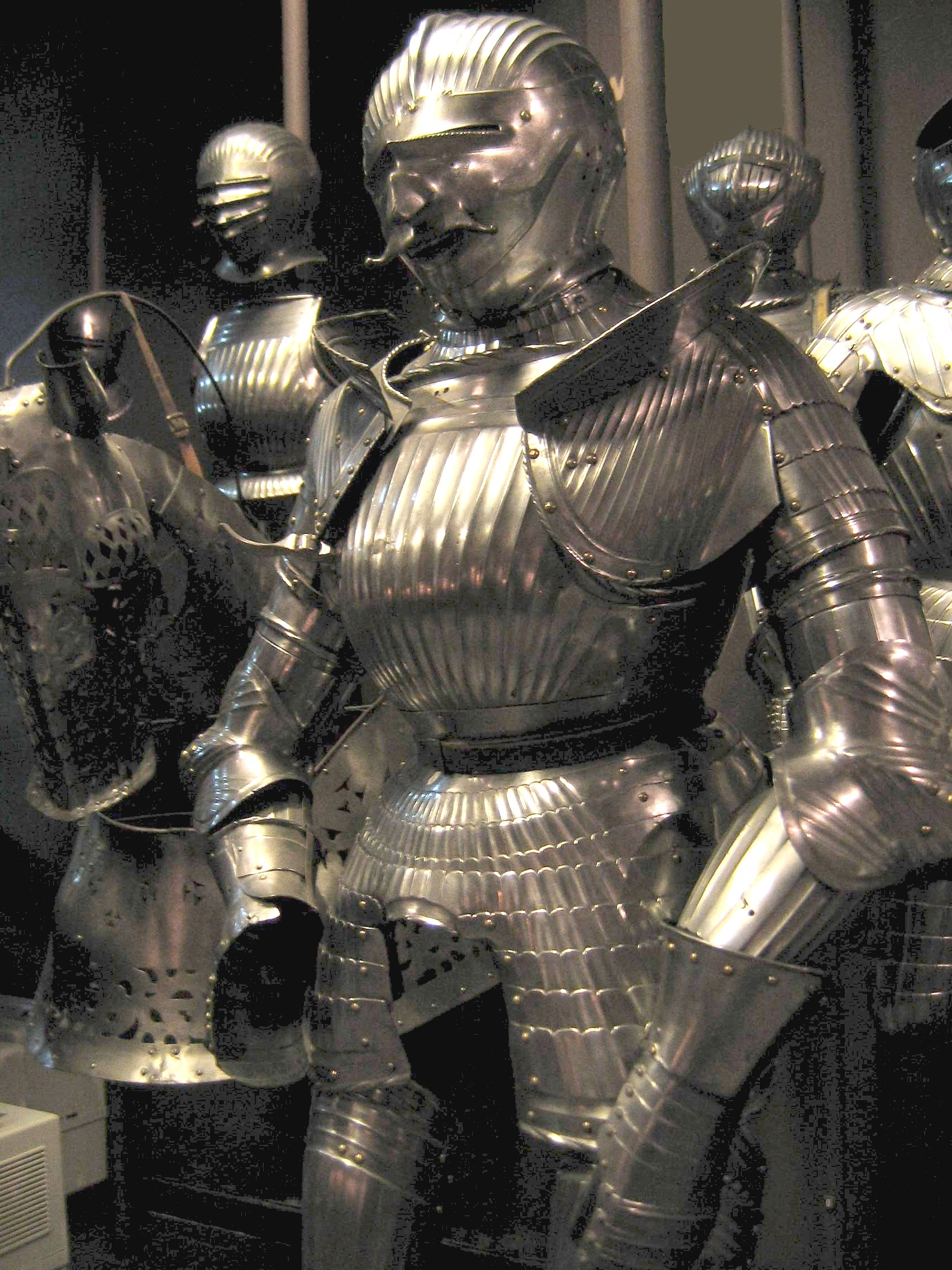
Zbroja rycerska z okresu bitwy

Straty moskiewskie do dziś trudne są do oszacowania, zarówno jeśli chodzi o liczbę zabitych i jeńców. O ile przekazy polskie z czasu bitwy szacowały siły moskiewskie na 80 tys. jazdy, a straty wyniosły 40 tys. ludzi, to raczej były one mocno zawyżone. Obecnie uważa się, że liczba zabitych i rannych po stronie Moskwy wyniosła kilka do kilkunastu tysięcy. Do niewoli dostało się dowództwo i liczne bojarstwo, m.in. Czeladnin, Bułhakow-Golica, przedstawiciele Rurykowiczów z linii riazańskiej, jarosławskiej, starodubowskiej i smoleńskiej (część pułków stanowiły tzw. dzieci bojarskie). Już następnego dnia po bitwie król Zygmunt Stary wysłał listy do papieża, króla Węgier, doży weneckiego, wojewody siedmiogrodzkiego, mistrzów zakonu krzyżackiego i inflanckiego, opisując zwycięstwo i zdobytych jeńców. Nieznana jest natomiast dokładna liczba jeńców – liczby podawane przez króla ze spisami z tego okresu różnią się znacznie. Niestety, zwycięstwa nie udało się wykorzystać Litwinom w rokowaniach z Wasylem III. Część jeńców wysłano w formie podarków, a najznaczniejszych osadzono po zamkach litewskich. Dopiero w 1551 Zygmunt August uwolnił kniaziów Michała Bułhakowa-Golicę i Iwana Sielechowskiego bez wykupu.
Zwycięstwo litewsko-polskie strategicznie nie było do końca udane – nie udało się m.in. odzyskać Smoleńska, głównego celu całej wyprawy. Ostrogski zajął jedynie Dubrowno, Krzyczew i Mścisław. Natomiast niewątpliwym sukcesem było wykorzystanie propagandowe wyniku bitwy jako karty przetargowej w stosunkach z Habsburgami i wydatnie przyczyniło się do rozbicia ligi antyjagiellońskiej. Zamiast ataku niemiecko-moskiewskiego w 1515 odbył się zjazd wiedeński. Zatrzymana też została ofensywa Moskwy.
W bitwie zasłynął hetman Konstanty Ostrogski, który sprawnie wciągnął liczniejszego wroga w zasadzkę i wykorzystując walory terenowe oraz koordynując różne rodzaje wojsk doprowadził do zwycięstwa. Sam dowódca został przez mu współczesnych nazwany Scypionem Ruskim, a jako wyznawca prawosławia otrzymał specjalny przywilej na budowę w Wilnie dwóch nowych cerkwi, pomimo zakazu obowiązującego w Wielkim Księstwie Litewskim od czasów Władysława Jagiełły.
Bitwa pokazała też przepaść cywilizacyjną pomiędzy państwem Jagiellonów a Wielkim Księstwem Moskiewskim. O ile po polskiej stronie znaczną rolę odegrała piechota i artyleria, to Moskwicini w tym okresie dysponowali głównie jazdą (piechota i artyleria była dopiero w fazie organizacji dzięki Glińskiemu).

## Pamięć o bitwie
W zbiorach Muzeum Narodowego w Warszawie znajduje się obraz Bitwa pod Orszą namalowany ok. 1530 przez artystę pozostającego pod wpływem Lucasa Cranacha starszego.
Walki rycerzy polskich pod Orszą zostały, po 1990 r., upamiętnione na Grobie Nieznanego Żołnierza w Warszawie napisem na jednej z tablic, „ORSZA 8 IX 1514”.
W bitwie pod Orszą po raz pierwszy pojawił się wzór kolorów, wykorzystanych później we fladze Białorusi – czerwony krzyż na białym polu widoczny na proporcach jazdy litewskiej.
W 1992 r. w niepodległej Białorusi rocznica bitwy pod Orszą została ustanowiona jako święto Armii Białoruskiej. W 1996 prezydent Alaksandr Łukaszenka przeniósł to święto na 2 kwietnia – dzień Jedności Narodów Białorusi i Rosji, ustanowione z okazji podpisania układu o utworzeniu związku tych krajów (ZBiR). We wrześniu 2005 roku 4 członków białoruskiej opozycji z Białoruskiego Frontu Narodowego zostało skazanych na 4 miliony rubli grzywny każdy (ok. 1500 euro) za obchody 491. rocznicy bitwy.
Sejm Republiki Litewskiej ogłosił rok 2014 Rokiem Bitwy pod Orszą z okazji jej 500. rocznicy.